# Kuvrsada
Kuvrsada (Koversada) je je nenaseljeni otočić uz zapadnu obalu Istre, dio Vrsarskog otočja. Najbliže naselje je Vrsar.
Površina otoka je 67,48 m2, duljina obalne crte 990 m, a visina 12 metara.
Prema Zakonu o otocima, a glede demografskog stanja i gospodarske razvijenosti, Kuvrsada je svrstana u "male, povremeno nastanjene i nenastanjene otoke i otočiće" za koje se donosi programe održivog razvitka otoka.
U Državnom programu zaštite i korištenja malih, povremeno nastanjenih i nenastanjenih otoka i okolnog mora Ministarstva regionalnoga razvoja i fondova Europske unije, svrstana je pod otočiće. Pripada općini Vrsar.

## Turizam
Ispred Kuvrsade nalazi se plićak Koversada, popularno ronilačko odredište.
Otočić Kuvrsada je dio naturističkog kampa Koversada, prvog i najvećeg te vrste u Europi. Rezerviran je za kampiranje u šatorima, a s kampom je povezan mostom. Smatra ga se rodnim mjestom naturizma.

## Vanjske poveznice
|  | Zajednički poslužitelj ima još gradiva o temi Kuvrsada |